# Krężołki
Krężołki (kaszb. Krãżołczi, niem. Scharfenstein) – osada w Polsce położona w województwie pomorskim, w powiecie słupskim, w gminie Ustka. 
Osada wchodzi w skład sołectwa Starkowo.
W latach 1975–1998 miejscowość należała administracyjnie do województwa słupskiego.

## Nazwa
Nazwa jest tzw. chrztem nazewniczym. Ma charakter pseudotopograficzny-relacyjny. Powstała przez dodanie do nazwy pobliskiej wsi Krężoły (obecnie część Krzemienicy) formantu zdrabniającego -k-. Niemiecka nazwa Scharfenstein, odnotowana w źródłach po raz pierwszy w 1780, ma charakter topograficzny i powstała ze złożenia dwóch członów: przymiotnika scharf „ostry” i nazwy pospolitej Stein „kamień”.
Rada Języka Kaszubskiego proponuje kaszubską formę nazwy Krãżołczi.